# 푸에르토리코의 통계 지구

푸에르토리코의 기

푸에르토리코의 통계 지구(Puerto Rico Statistical Area)는 푸에르토리코에 있는 통계 지구이다. 미국의 해외 영토 중에서는 유일하게 통계 지구가 존재하는 영토이다.

## 배치도
| 복합 통계 지구          | 인구         | 핵심 기반 통계 지구                 | 인구         | 군             | 인구      |
| ----------------------- | ------------ | ----------------------------------- | ------------ | -------------- | --------- |
| 산후안-바야몬 지구      | 2,297,875    | 산후안-바야몬-카구아스 지구         | 2,023,227    | 산후안         | 318,441   |
| 산후안-바야몬 지구      | 2,297,875    | 산후안-바야몬-카구아스 지구         | 2,023,227    | 바야몬         | 169,269   |
| 산후안-바야몬 지구      | 2,297,875    | 산후안-바야몬-카구아스 지구         | 2,023,227    | 캐롤리나       | 146,984   |
| 산후안-바야몬 지구      | 2,297,875    | 산후안-바야몬-카구아스 지구         | 2,023,227    | 카구아스       | 124,606   |
| 산후안-바야몬 지구      | 2,297,875    | 산후안-바야몬-카구아스 지구         | 2,023,227    | 과이나보       | 83,728    |
| 산후안-바야몬 지구      | 2,297,875    | 산후안-바야몬-카구아스 지구         | 2,023,227    | 토아바하       | 74,271    |
| 산후안-바야몬 지구      | 2,297,875    | 산후안-바야몬-카구아스 지구         | 2,023,227    | 토아알타       | 72,025    |
| 산후안-바야몬 지구      | 2,297,875    | 산후안-바야몬-카구아스 지구         | 2,023,227    | 트루히요알토   | 63,674    |
| 산후안-바야몬 지구      | 2,297,875    | 산후안-바야몬-카구아스 지구         | 2,023,227    | 우마카오       | 50,653    |
| 산후안-바야몬 지구      | 2,297,875    | 산후안-바야몬-카구아스 지구         | 2,023,227    | 베가바하       | 50,023    |
| 산후안-바야몬 지구      | 2,297,875    | 산후안-바야몬-카구아스 지구         | 2,023,227    | 리오그란데     | 48,025    |
| 산후안-바야몬 지구      | 2,297,875    | 산후안-바야몬-카구아스 지구         | 2,023,227    | 구라보         | 47,093    |
| 산후안-바야몬 지구      | 2,297,875    | 산후안-바야몬-카구아스 지구         | 2,023,227    | 카노바나스     | 44,674    |
| 산후안-바야몬 지구      | 2,297,875    | 산후안-바야몬-카구아스 지구         | 2,023,227    | 카예이         | 42,409    |
| 산후안-바야몬 지구      | 2,297,875    | 산후안-바야몬-카구아스 지구         | 2,023,227    | 시드라         | 38,307    |
| 산후안-바야몬 지구      | 2,297,875    | 산후안-바야몬-카구아스 지구         | 2,023,227    | 훈코스         | 38,155    |
| 산후안-바야몬 지구      | 2,297,875    | 산후안-바야몬-카구아스 지구         | 2,023,227    | 마나티         | 37,287    |
| 산후안-바야몬 지구      | 2,297,875    | 산후안-바야몬-카구아스 지구         | 2,023,227    | 라스피에드라스 | 37,007    |
| 산후안-바야몬 지구      | 2,297,875    | 산후안-바야몬-카구아스 지구         | 2,023,227    | 도라도         | 36,141    |
| 산후안-바야몬 지구      | 2,297,875    | 산후안-바야몬-카구아스 지구         | 2,023,227    | 베가알타       | 36,061    |
| 산후안-바야몬 지구      | 2,297,875    | 산후안-바야몬-카구아스 지구         | 2,023,227    | 산로렌소       | 35,989    |
| 산후안-바야몬 지구      | 2,297,875    | 산후안-바야몬-카구아스 지구         | 2,023,227    | 코로살         | 32,293    |
| 산후안-바야몬 지구      | 2,297,875    | 산후안-바야몬-카구아스 지구         | 2,023,227    | 야부코아       | 32,282    |
| 산후안-바야몬 지구      | 2,297,875    | 산후안-바야몬-카구아스 지구         | 2,023,227    | 모로비스       | 30,335    |
| 산후안-바야몬 지구      | 2,297,875    | 산후안-바야몬-카구아스 지구         | 2,023,227    | 파하르도       | 29,454    |
| 산후안-바야몬 지구      | 2,297,875    | 산후안-바야몬-카구아스 지구         | 2,023,227    | 바란키타스     | 27,725    |
| 산후안-바야몬 지구      | 2,297,875    | 산후안-바야몬-카구아스 지구         | 2,023,227    | 나란히토       | 27,349    |
| 산후안-바야몬 지구      | 2,297,875    | 산후안-바야몬-카구아스 지구         | 2,023,227    | 나과보         | 25,761    |
| 산후안-바야몬 지구      | 2,297,875    | 산후안-바야몬-카구아스 지구         | 2,023,227    | 아과스부에나스 | 24,814    |
| 산후안-바야몬 지구      | 2,297,875    | 산후안-바야몬-카구아스 지구         | 2,023,227    | 로이사         | 24,553    |
| 산후안-바야몬 지구      | 2,297,875    | 산후안-바야몬-카구아스 지구         | 2,023,227    | 바르셀로네타   | 23,727    |
| 산후안-바야몬 지구      | 2,297,875    | 산후안-바야몬-카구아스 지구         | 2,023,227    | 카타뇨         | 23,121    |
| 산후안-바야몬 지구      | 2,297,875    | 산후안-바야몬-카구아스 지구         | 2,023,227    | 아이보니토     | 22,108    |
| 산후안-바야몬 지구      | 2,297,875    | 산후안-바야몬-카구아스 지구         | 2,023,227    | 오로코비스     | 20,220    |
| 산후안-바야몬 지구      | 2,297,875    | 산후안-바야몬-카구아스 지구         | 2,023,227    | 코메리오       | 18,648    |
| 산후안-바야몬 지구      | 2,297,875    | 산후안-바야몬-카구아스 지구         | 2,023,227    | 루키요         | 17,665    |
| 산후안-바야몬 지구      | 2,297,875    | 산후안-바야몬-카구아스 지구         | 2,023,227    | 시알스         | 15,808    |
| 산후안-바야몬 지구      | 2,297,875    | 산후안-바야몬-카구아스 지구         | 2,023,227    | 플로리다       | 11,317    |
| 산후안-바야몬 지구      | 2,297,875    | 산후안-바야몬-카구아스 지구         | 2,023,227    | 세이바         | 10,904    |
| 산후안-바야몬 지구      | 2,297,875    | 산후안-바야몬-카구아스 지구         | 2,023,227    | 마우나보       | 10,321    |
| 산후안-바야몬 지구      | 2,297,875    | 아레시보 지구                       | 174,606      | 아레시보       | 81,966    |
| 산후안-바야몬 지구      | 2,297,875    | 아레시보 지구                       | 174,606      | 하티요         | 39,218    |
| 산후안-바야몬 지구      | 2,297,875    | 아레시보 지구                       | 174,606      | 카무이         | 30,504    |
| 산후안-바야몬 지구      | 2,297,875    | 아레시보 지구                       | 174,606      | 케브라디야스   | 22,918    |
| 산후안-바야몬 지구      | 2,297,875    | 과야마 지구                         | 72,914       | 과야마         | 39,465    |
| 산후안-바야몬 지구      | 2,297,875    | 과야마 지구                         | 72,914       | 아르로요       | 17,238    |
| 산후안-바야몬 지구      | 2,297,875    | 과야마 지구                         | 72,914       | 파티야스       | 16,211    |
| 산후안-바야몬 지구      | 2,297,875    | 코코 지구                           | 27,128       | 코코           | 27,128    |
| 폰세-야우코-코아모 지구 | 360,670      | 폰세 지구                           | 215,295      | 폰세           | 131,881   |
| 폰세-야우코-코아모 지구 | 360,670      | 폰세 지구                           | 215,295      | 후아나디아스   | 44,679    |
| 폰세-야우코-코아모 지구 | 360,670      | 폰세 지구                           | 215,295      | 비얄바         | 21,372    |
| 폰세-야우코-코아모 지구 | 360,670      | 폰세 지구                           | 215,295      | 아드훈타스     | 17,363    |
| 폰세-야우코-코아모 지구 | 360,670      | 야우코 지구                         | 85,830       | 야우코         | 33,575    |
| 폰세-야우코-코아모 지구 | 360,670      | 야우코 지구                         | 85,830       | 페뉴엘라스     | 19,249    |
| 폰세-야우코-코아모 지구 | 360,670      | 야우코 지구                         | 85,830       | 과야니야       | 17,623    |
| 폰세-야우코-코아모 지구 | 360,670      | 야우코 지구                         | 85,830       | 괘니카         | 15,383    |
| 폰세-야우코-코아모 지구 | 360,670      | 코아모 지구                         | 38,336       | 코아모         | 38,336    |
| 폰세-야우코-코아모 지구 | 360,670      | 산타이사벨 지구                     | 21,209       | 산타이사벨     | 21,209    |
| 마야궤스-산헤르맨 지구  | 216,439      | 산헤르맨 지구                       | 121,464      | 카보로호       | 47,515    |
| 마야궤스-산헤르맨 지구  | 216,439      | 산헤르맨 지구                       | 121,464      | 산헤르맨       | 30,227    |
| 마야궤스-산헤르맨 지구  | 216,439      | 산헤르맨 지구                       | 121,464      | 라하스         | 22,010    |
| 마야궤스-산헤르맨 지구  | 216,439      | 산헤르맨 지구                       | 121,464      | 사바나그란데   | 21,712    |
| 마야궤스-산헤르맨 지구  | 216,439      | 마야궤스 지구                       | 94,975       | 마야궤스       | 71,530    |
| 마야궤스-산헤르맨 지구  | 216,439      | 마야궤스 지구                       | 94,975       | 오르미궤로스   | 15,518    |
| 마야궤스-산헤르맨 지구  | 216,439      | 마야궤스 지구                       | 94,975       | 라스마리아스   | 7,927     |
| 없음                    | 없음         | 아과디야-이사벨라-산세바스티앤 지구 | 289,289      | 아과디야       | 50,265    |
| 없음                    | 없음         | 아과디야-이사벨라-산세바스티앤 지구 | 289,289      | 이사벨라       | 40,423    |
| 없음                    | 없음         | 아과디야-이사벨라-산세바스티앤 지구 | 289,289      | 아과다         | 36,694    |
| 없음                    | 없음         | 아과디야-이사벨라-산세바스티앤 지구 | 289,289      | 산세바스티앤   | 35,528    |
| 없음                    | 없음         | 아과디야-이사벨라-산세바스티앤 지구 | 289,289      | 모카           | 34,891    |
| 없음                    | 없음         | 아과디야-이사벨라-산세바스티앤 지구 | 289,289      | 우투아도       | 27,395    |
| 없음                    | 없음         | 아과디야-이사벨라-산세바스티앤 지구 | 289,289      | 아냐스코       | 26,161    |
| 없음                    | 없음         | 아과디야-이사벨라-산세바스티앤 지구 | 289,289      | 라레스         | 24,276    |
| 없음                    | 없음         | 아과디야-이사벨라-산세바스티앤 지구 | 289,289      | 린콘           | 13,656    |
| 없음                    | 없음         | 하이우야 지구                       | 13,891       | 하이우야       | 13,891    |
| 없음                    | 없음         | 없음                                | 없음         | 비에케스       | 8,386     |
| 없음                    | 없음         | 없음                                | 없음         | 마리카오       | 5,430     |
| 없음                    | 없음         | 없음                                | 없음         | 쿨레브라       | 1,714     |
| 푸에르토리코            | 푸에르토리코 | 푸에르토리코                        | 푸에르토리코 | 푸에르토리코   | 3,193,694 |

## 참고
- 인구 수는 2019년 기준이며 단위는 '명'이다.
- 산후안은 푸에르토리코의 행정 기관들이 있기 때문에 굵은 글씨로 표기했다.

## 같이 보기
- 대도시 통계 지구